# Diaelurodon
Diaelurodon es un género extinto de sinápsido no-mamífero.